# Catagonium emarginatum
Catagonium emarginatum là một loài rêu trong họ Catagoniaceae. Loài này được S.H. Lin mô tả khoa học đầu tiên năm 1984.